# Liste der Pfarren im Dekanat Linz-Süd
Das Dekanat Linz-Süd ist ein Dekanat der römisch-katholischen Diözese Linz.

## Pfarren mit Kirchengebäuden und Kapellen
| Stadtteil                    | Pfarrverband | Ink.                   | Patrozinium               | Kirchengebäude und Kapellen                                                        | Bild |
| Linz-Marcel Callo (Auwiesen) | Kleinmünchen |                        | Sel. Marcel Callo         | Pfarrkirche Linz-Auwiesen                                                          |      |
| Linz-Ebelsberg               | Ebelsberg    | Sankt Florian (CanReg) | Hl. Johannes der Täufer   | Pfarrkirche Linz-Ebelsberg Friedhofkirche                                          |      |
| Linz-Guter Hirte             | Neue Heimat  |                        | Guter Hirte               | Pfarrkirche Linz-Guter Hirte                                                       |      |
| Linz-Herz Jesu               | Neue Welt    |                        | Hlgst. Herz Jesu          | Pfarrkirche Linz-Herz Jesu Friedhofskapelle, Kapelle im Wagner-Jauregg-Krankenhaus |      |
| Linz-Oed                     | Bindermichl  |                        | Hlgst. Dreifaltigkeit     | Pfarrkirche Linz-Oed                                                               |      |
| Linz-St. Antonius            | Neue Welt    |                        | Hl. Antonius von Padua    | Pfarrkirche St. Antonius                                                           |      |
| Linz-St. Franziskus          | Neue Heimat  |                        | Hl. Franziskus von Assisi | Pfarrkirche Linz-St. Franziskus                                                    |      |
| Linz-St. Michael             | Bindermichl  |                        | Hl. Michael               | Pfarrkirche Linz-St. Michael                                                       |      |
| Linz-St. Paul zu Pichling    | Ebelsberg    | Sankt Florian (CanReg) | Pauli Bekehrung           | Pfarrkirche Linz-St. Paul zu Pichling                                              |      |
| Linz-St. Peter               | Bindermichl  |                        | Hl. Petrus                | Pfarrkirche Linz-St. Peter                                                         |      |
| Linz-St. Quirinus            | Kleinmünchen | Sankt Florian (CanReg) | Hll. Josef und Quirinus   | Pfarrkirche Linz-St. Quirinus Treffpunkt Mensch & Arbeit (Voest)                   |      |
| Linz-St. Theresia            | Bindermichl  |                        | Hl. Theresia              | Pfarrkirche Keferfeld                                                              |      |
| Linz-Solarcity               | Ebelsberg    |                        | Elia                      | Pfarrkirche Solarcity                                                              |      |

## Dekanat Linz-Süd
Das Dekanat umfasst 13 Pfarren.